# Wydział Grafiki Akademii Sztuk Pięknych w Gdańsku
Wydział Grafiki Akademii Sztuk Pięknych w Gdańsku – jeden z czterech wydziałów Akademii Sztuk Pięknych w Gdańsku. Jego siedziba znajduje się przy Targu Węglowym 6 w Gdańsku. Powstał w 2007 r..

## Struktura
- Katedra Grafiki Artystycznej
  - Pracownia Podstaw Grafiki Artystycznej
  - Pracownia Grafiki Artystycznej - Linoryt
  - Pracownia Grafiki Artystycznej - Litografia
  - Pracownia Grafiki Artystycznej - Wklęsłodruk
  - Pracownia Grafiki Artystycznej - Serigrafia
  - Pracownia Grafiki Artystycznej - Techniki cyfrowe
  - Pracownia malarstwa i rysunku[2]
- Katedra Grafiki Projektowej
  - Pierwsza Pracownia Podstaw Grafiki Projektowej
  - Druga Pracownia Podstaw Grafiki Projektowej
  - Pracownia Podstaw Komunikacji Wizualnej
  - Pracownia Komunikacji Wizualnej
  - Pierwsza Pracownia Grafiki Projektowej; Pracownia Grafiki Społecznej
  - Druga Pracownia Grafiki Projektowej; Pracownia Plakatu i Form Reklamowych
  - Trzecia Pracownia Grafiki Projektowej; Pracownia Grafiki Wydawniczej
  - Pracownia Ilustracji
  - Pracownia Liternictwa i Typografii
  - Pracownia Grafiki Edytorskiej
  - Pracownia Grafiki Multimedialnej
  - Pracownia Podstaw Technologii Multimedialnych[3]

## Kierunki studiów
- Grafika[1]

## Władze
- Dziekan: prof. Janusz Akermann
- Prodziekan: prof. Sławomir Witkowski[1]